# Plasa Reghin
Plasa Reghin a fost o unitate administrativă din  județul interbelic Mureș, cuprinzând 23 de sate, cu reședința în orașul Reghin.

## Istoric
Până în 1921 a făcut parte din comitatul Mureș-Turda. În perioada interbelică a fost înglobată în județul Mureș (interbelic). Plasa Reghin a fost desființată odată cu reforma administrativă comunistă din 1950.

## Demografie
La recensământul din 1930 plasa Reghin număra 71.114 locuitori, dintre care 61,0% români, 25,9% maghiari, 6,6% germani ș.a. Sub aspect confesional populația era alcătuită din 33,1% greco-catolici, 30,4% ortodocși, 23,0% reformați, 6,7% luterani, 4,9% romano-catolici ș.a.

## Materiale documentare

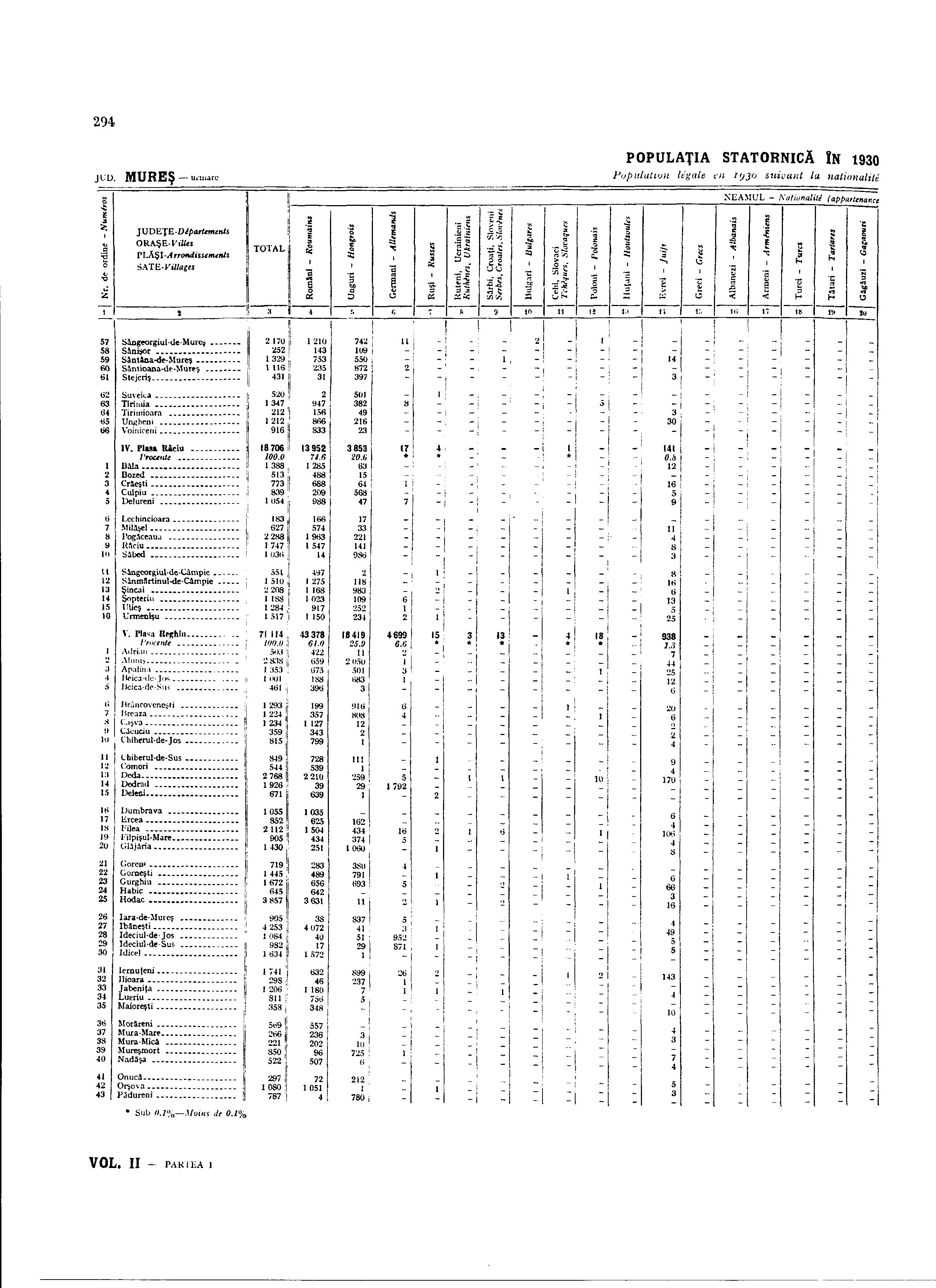
Datele aferente plășii Reghin la recensământul din 1930
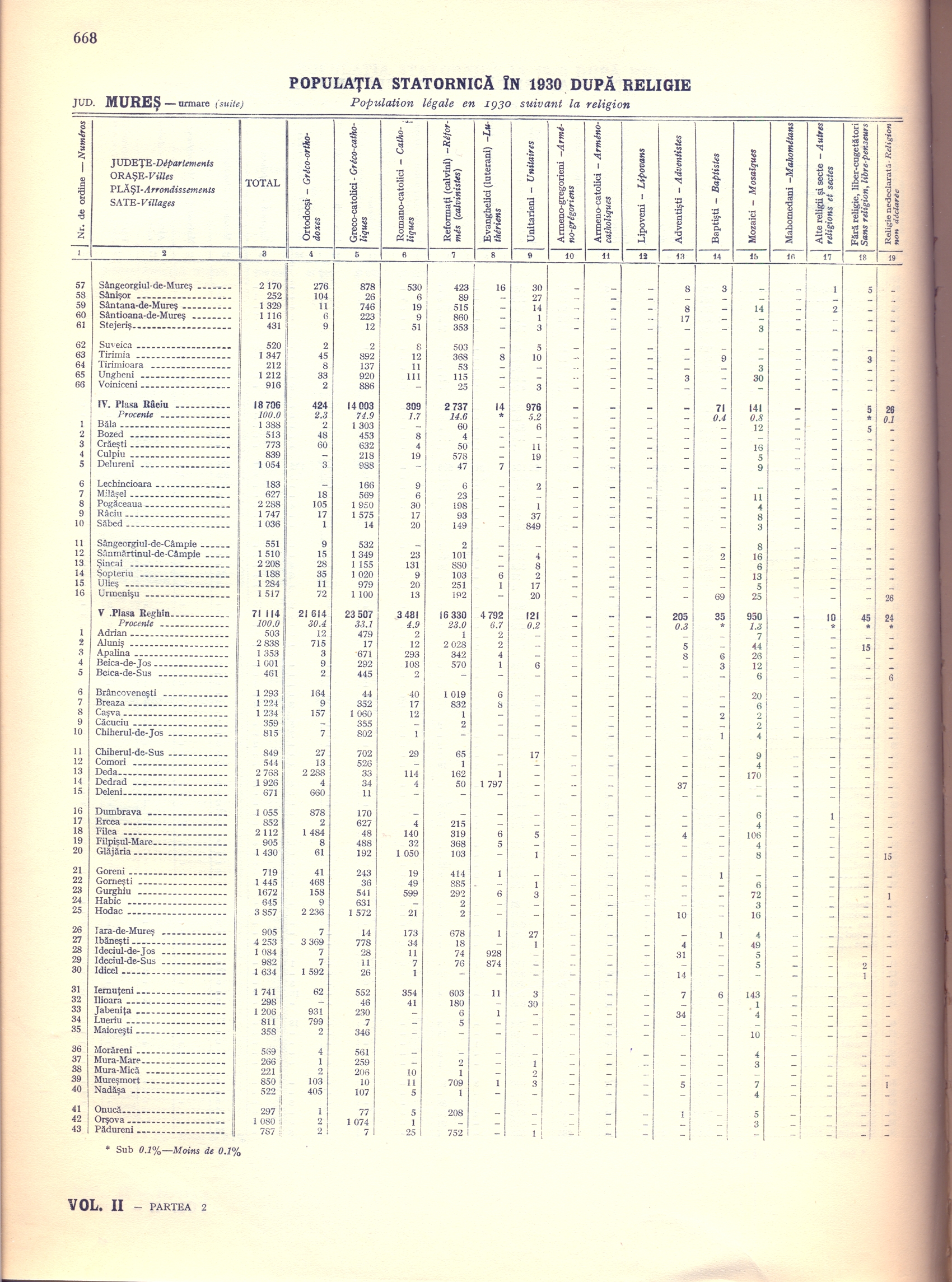

## Alte articole conexe
- Lista județelor și a plășilor din România interbelică
- Localități din România cu nume schimbate
- Plasă